# Peter Stušek
Peter Stušek, slovenski zoofiziolog, *4. maj 1944, † 25. avgust 2023
Že v času študija na Biotehniški fakulteti v Ljubljani (BF) se je usmeril v raziskave fiziologije vida pri žuželkah in na to temo diplomiral leta 1969 (COBISS) ter doktoriral leta 1983 (COBISS).
Po diplomi se je pridružil laboratoriju za zoofiziologijo Inštituta za biologijo, ki je takrat deloval v sklopu Biotehniške fakultete (zdaj samostojni Nacionalni inštitut za biologijo), od leta 1973 pa je bil zaposlen na Oddelku za biologijo BF. 
Na katedri za zoofiziologijo je pomembno prispeval k oblikovanju študijskega predmeta fiziologija živali s praktikumom. Njegovo najvidnejše znanstveno delo je razvoj mikrogazometričnih metod za natančno merjenje količine kisika v hemolimfi žuželk, ki so omogočile preučevanje adaptacije in drugih procesov, udeleženih v zaznavanju svetlobe pri žuželkah. V ta namen je dopolnil aparaturo, imenovano Kartezijev plavač ali mikrogazometrična tehtnica, ki so jo razvili na Patofiziološkem inštitutu Medicinske fakultete v Ljubljani.
Širše je bil znan tudi kot avtor in soavtor več učbenikov za pouk biologije.